# Триола
Ако се једна нотна вредност подели на три једнака дела (уместо на два), добија се триола (fr. triolet, engl. triplets).
За триолу кажемо да спада у неправилне тонске групе, јер настаје поделом нотне вредности на 3 дела.

## Приказ настанка триола
| Нотна вредност се | уместо на 2 | дели на 3 дела |
| Цела нота         |             |                |
| Половина ноте     |             |                |
| Четвртина ноте    |             |                |
- Ако нотну вредност поделимо на 5 делова — настаје квинтола, ако поделимо на 6 — секстола, на 7 — септола итд.

## Начини бележења триоле
Триола се бележи бројем 3, на следеће начине:
1. без ичега:  или
2. луком:  или
3. четвртастом положеном заградом:  .

## Комбинације нотних вредности у триоли
Могуће су следеће комбинације:
| 1. Спојене две ноте триоле у једну                              | 1. Спојене две ноте триоле у једну |
| --------------------------------------------------------------- | ---------------------------------- |
|                                                                 | То овако звучи:                    |
| 2. Једна нота триоле пунктирана (са тачком)                     |                                    |
|                                                                 | То овако звучи:                    |
| 3. Једна (или више) нота триоле подељена у мање нотне вредности |                                    |
|                                                                 | То овако звучи:                    |

Сличне могућности комбинација нотних вредности у триоли су, наравно, далеко веће но што је овде приказано.

## Неке комбинације нота и пауза у триоли
Приказане су само неке могуће комбинације триола које у себи имају паузу. Сличне могућности са паузама су далеко веће.